# Vukošić
Vukošić (cyr. Вукошић) – wieś w Serbii, w okręgu maczwańskim, w gminie Vladimirci. W 2011 roku liczyła 675 mieszkańców.